# کلیسای مریم مقدس، بجنی
کلیسای مریم مقدس، بجنی (ارمنی: Բջնիի Սուրբ Աստվածածին վանք) یک صومعه حواری ارمنی واقع در بجنی، استان کوتایک، ارمنستان می‌باشد. ساخت و ساز این ساختمان ۱۰۳۱ میلادی. آغاز شد. این بنا به سبک معماری ارمنی طراحی شده‌است.

## نگارخانه

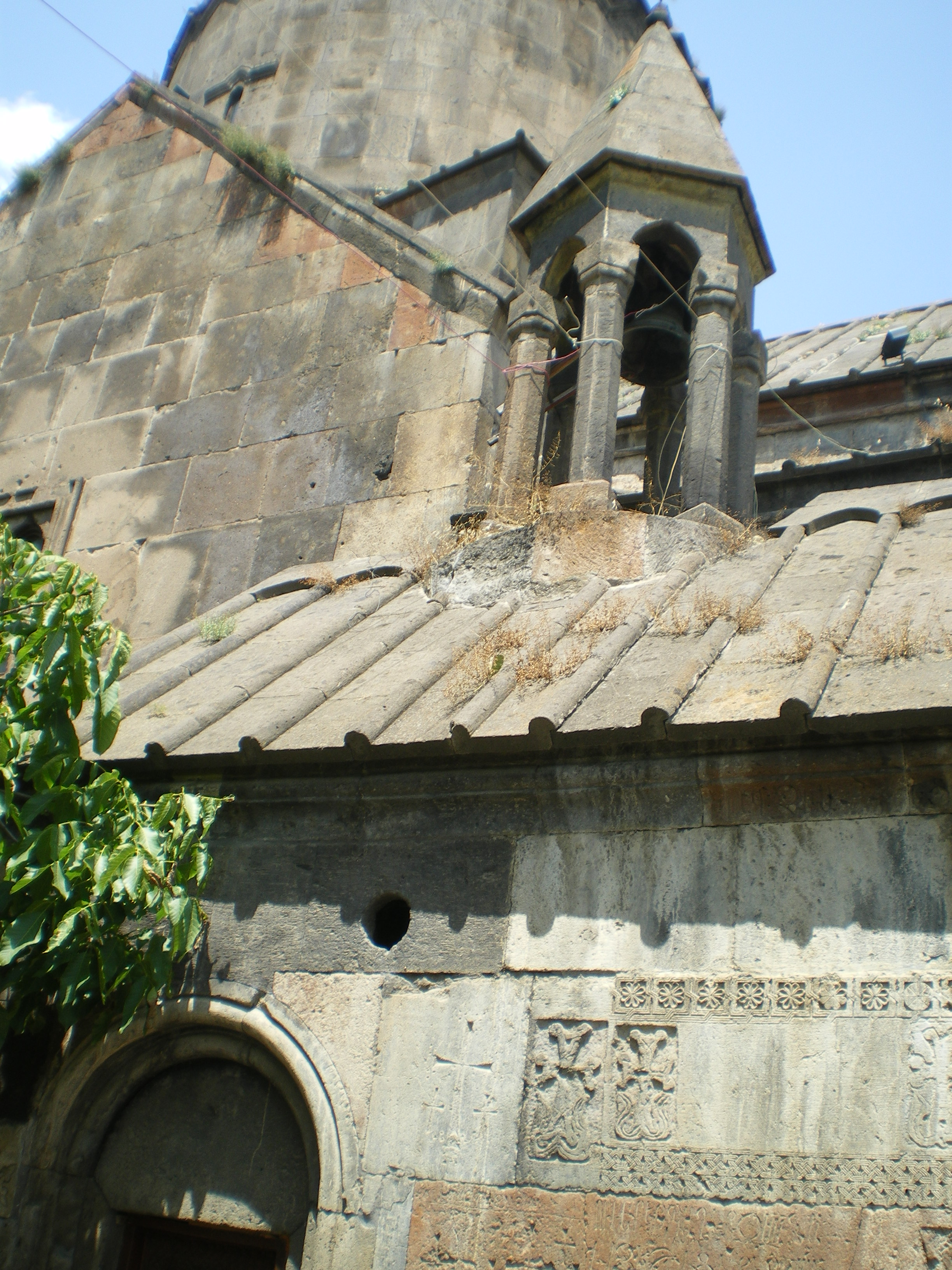
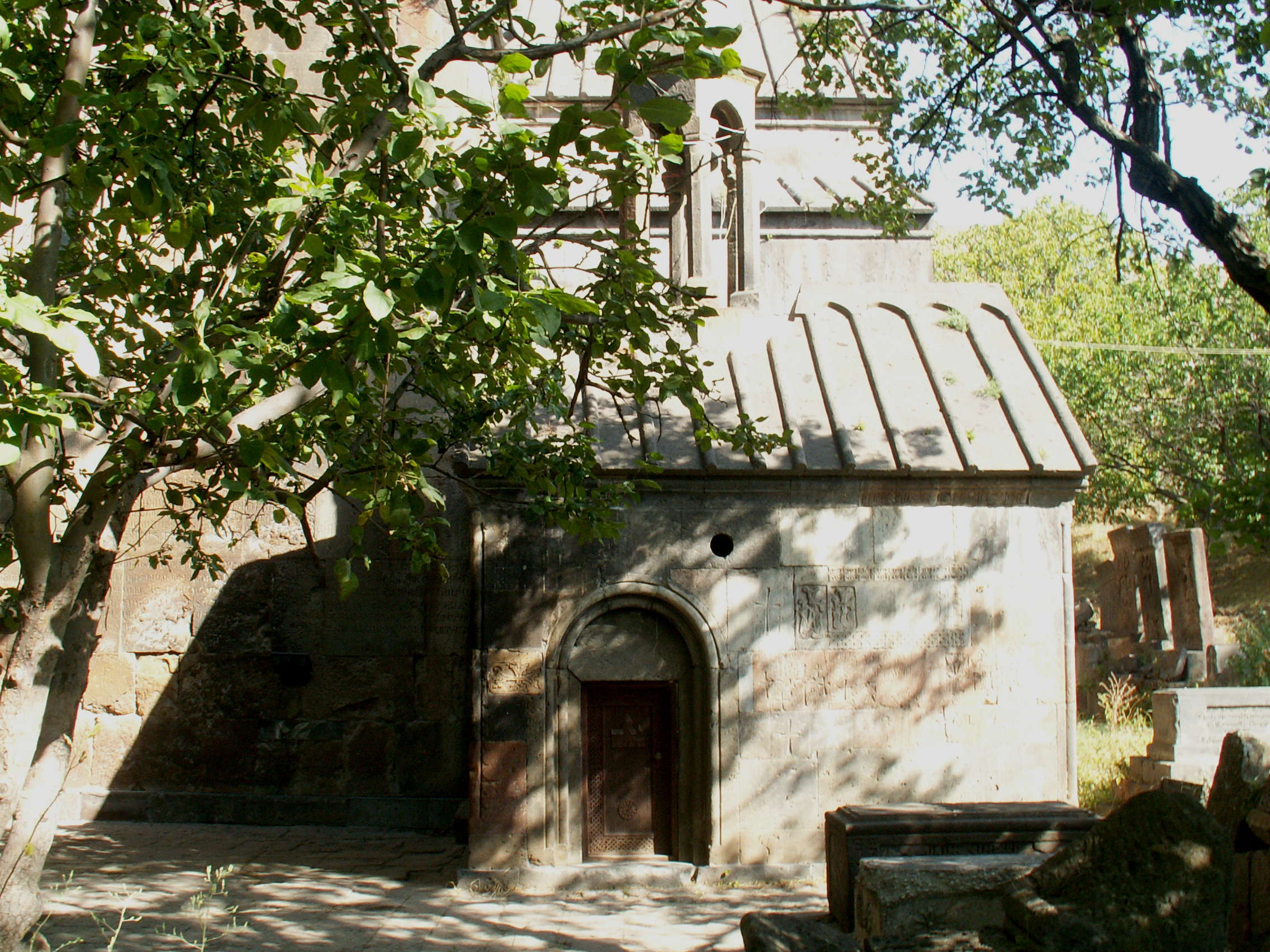
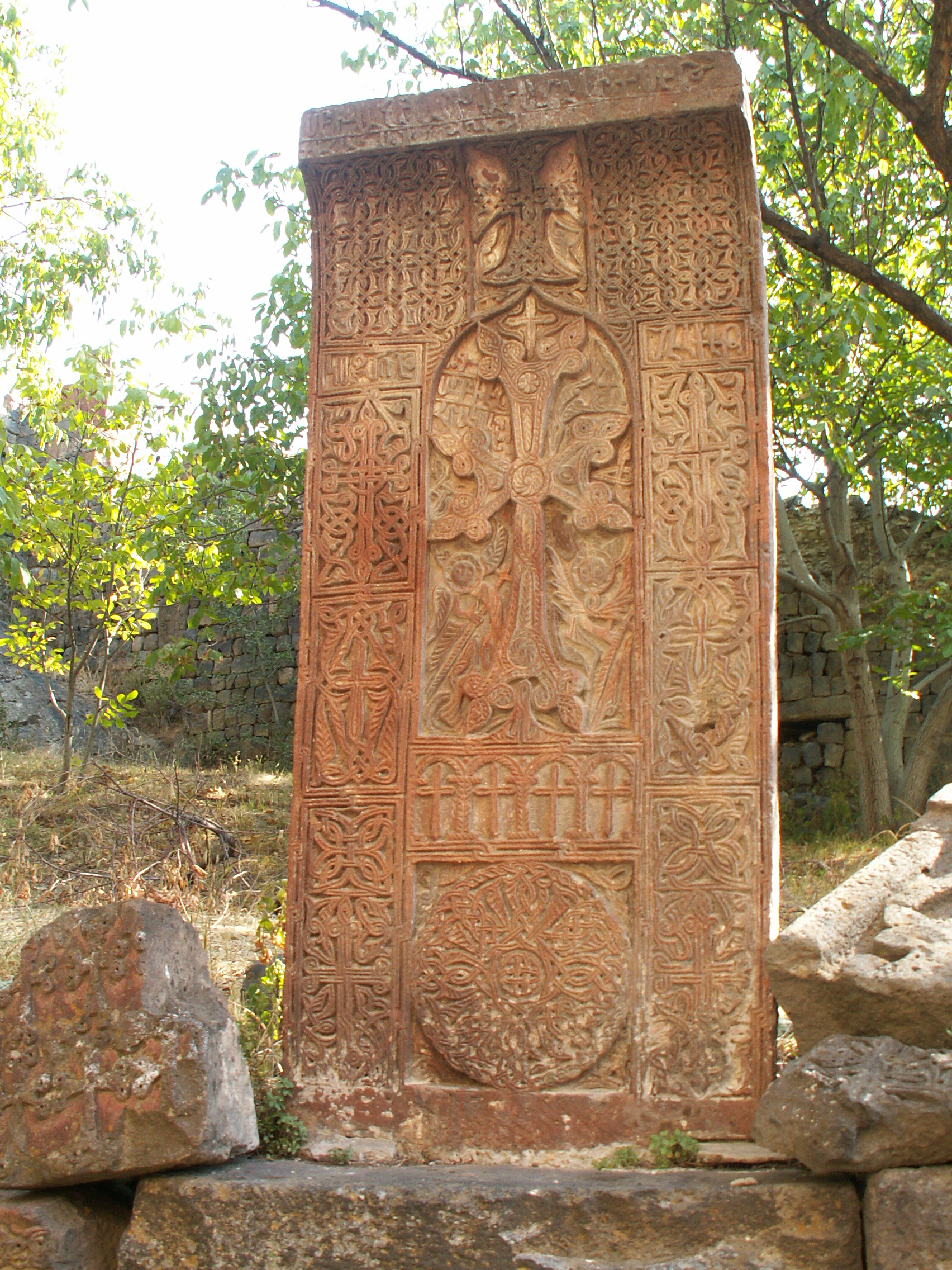
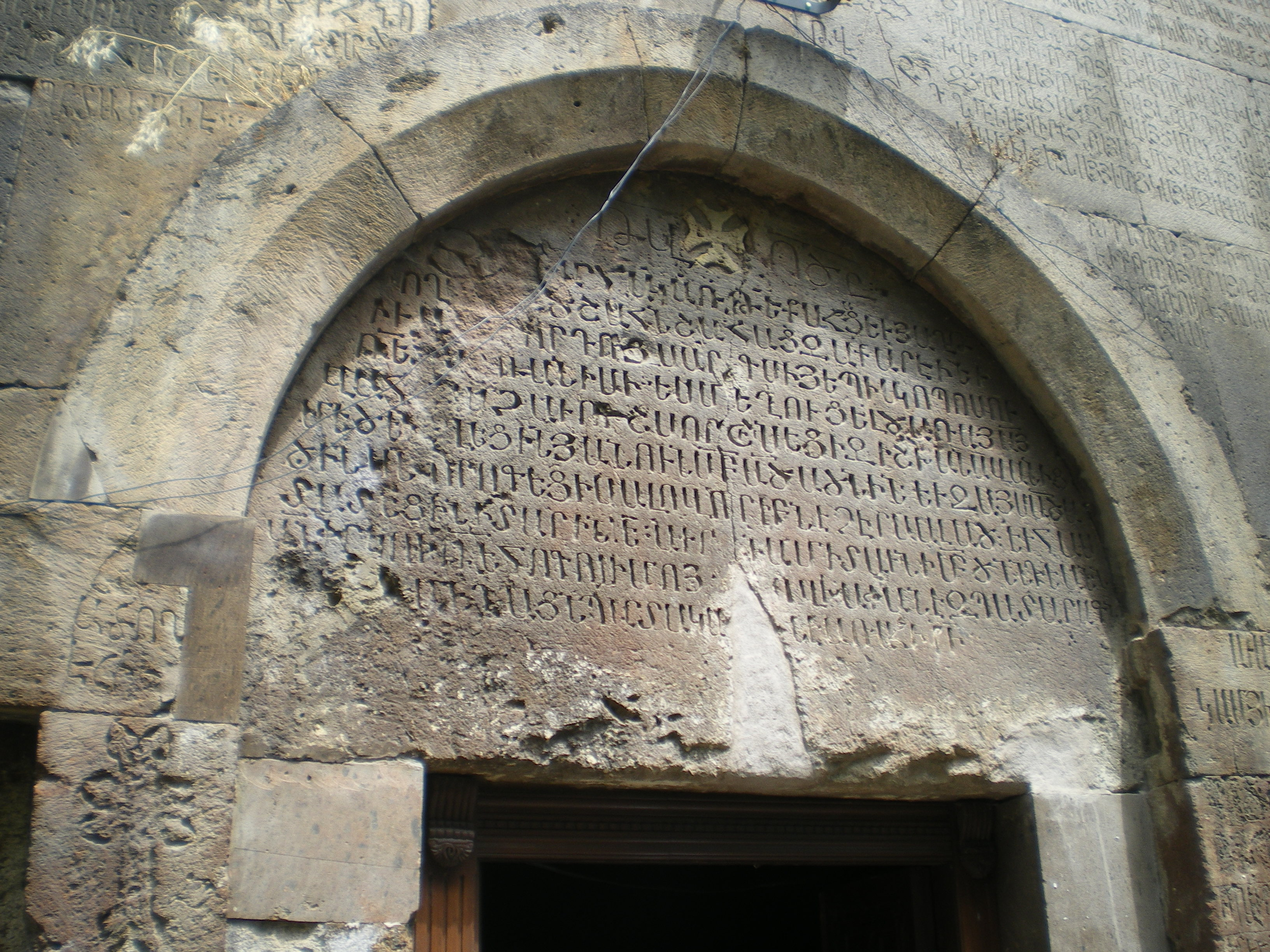
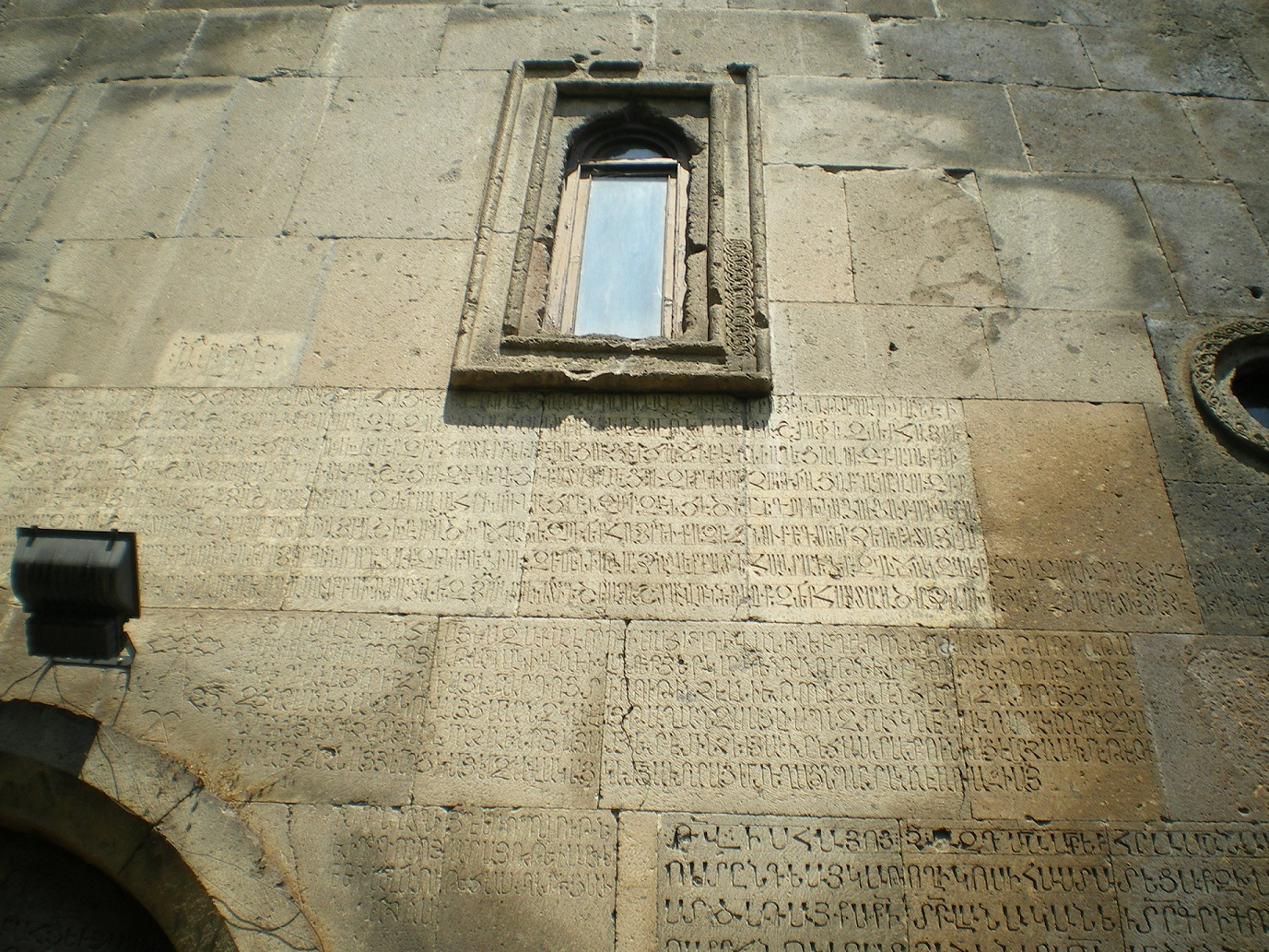
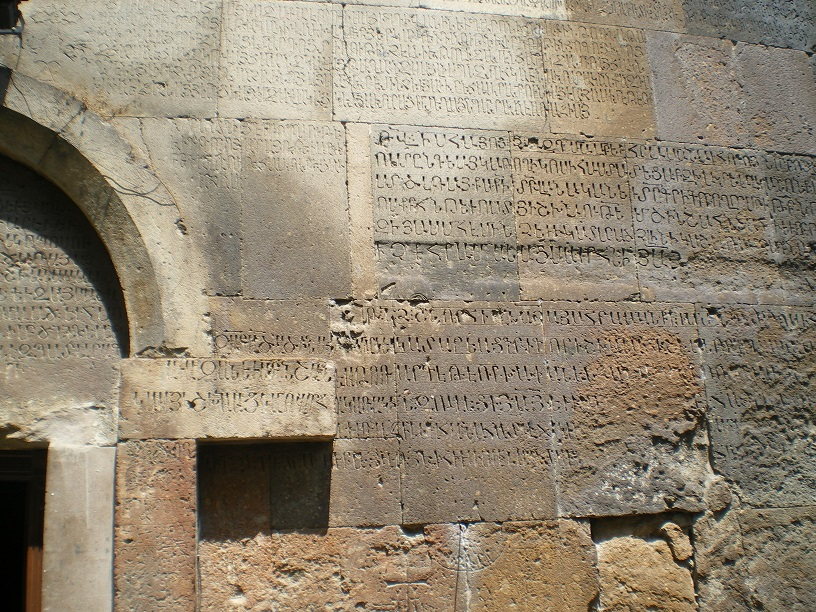
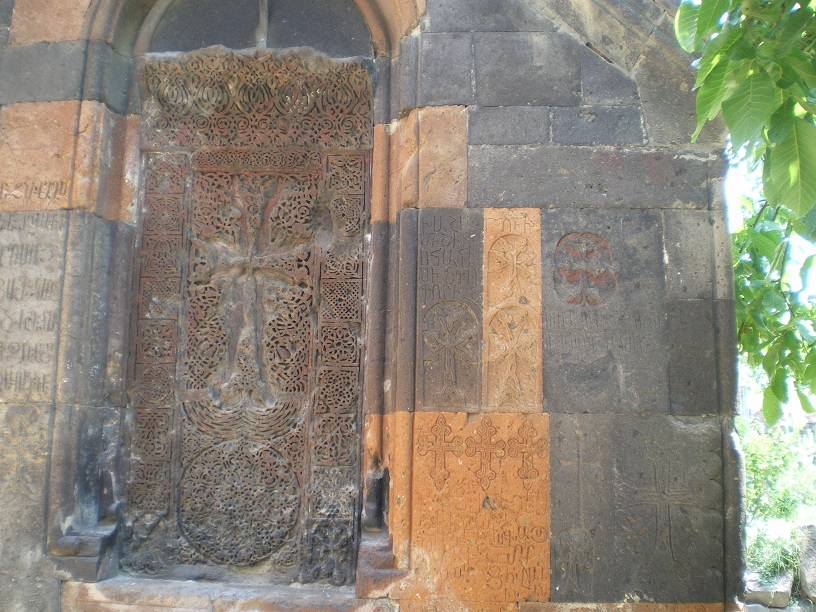
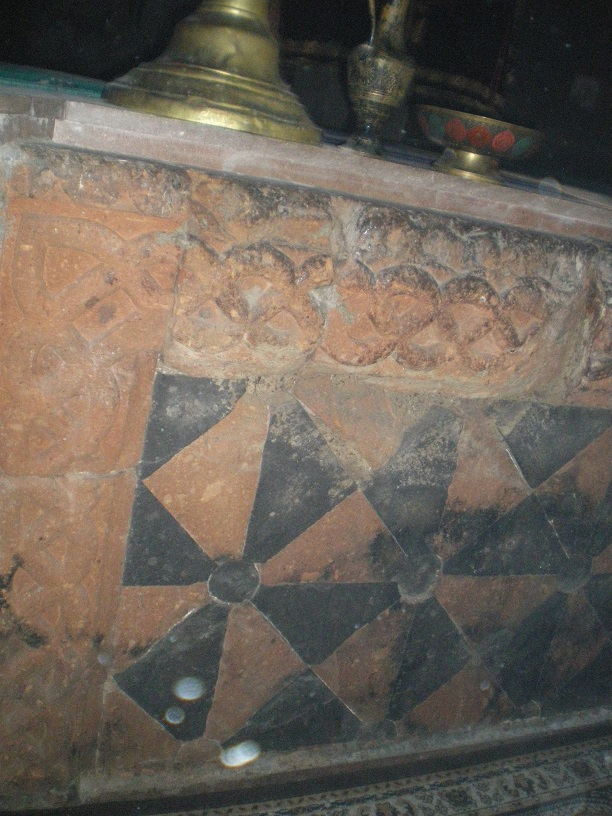
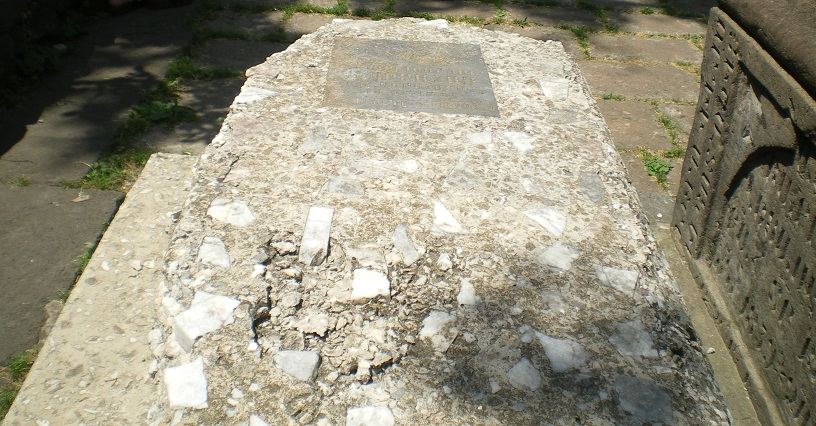
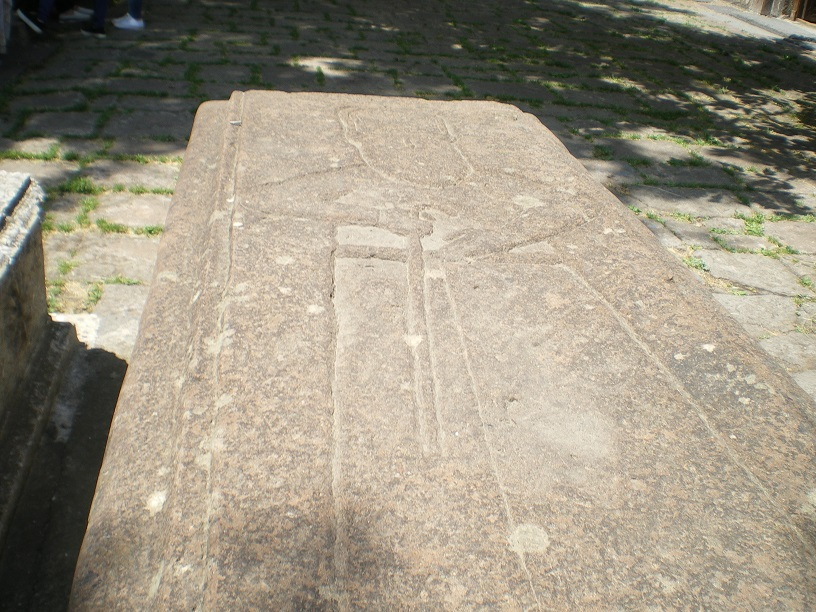
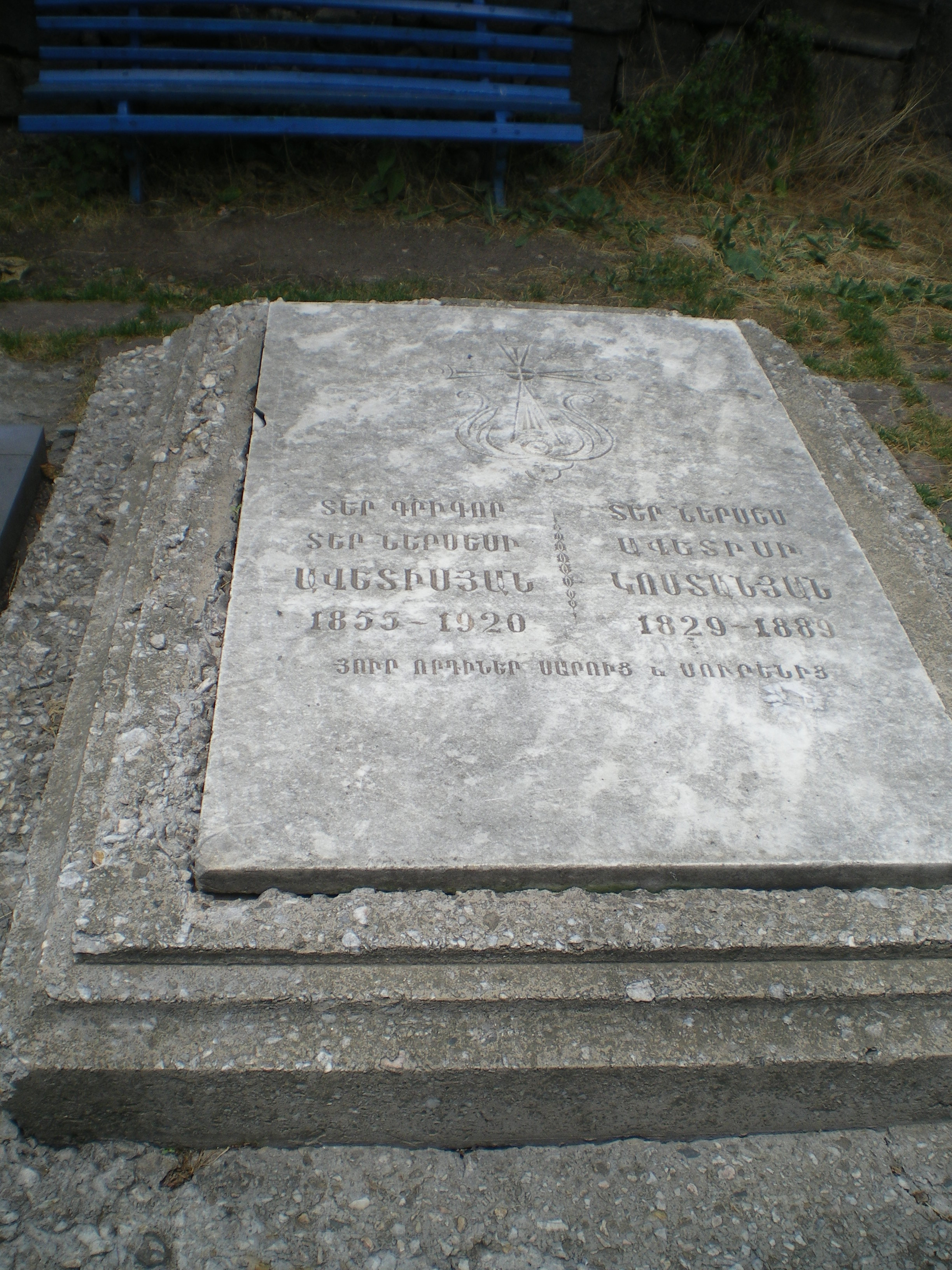
Ս․ Մարիամ Աստւոածածնի եկեղեցւոյ փակի հին գերեզման
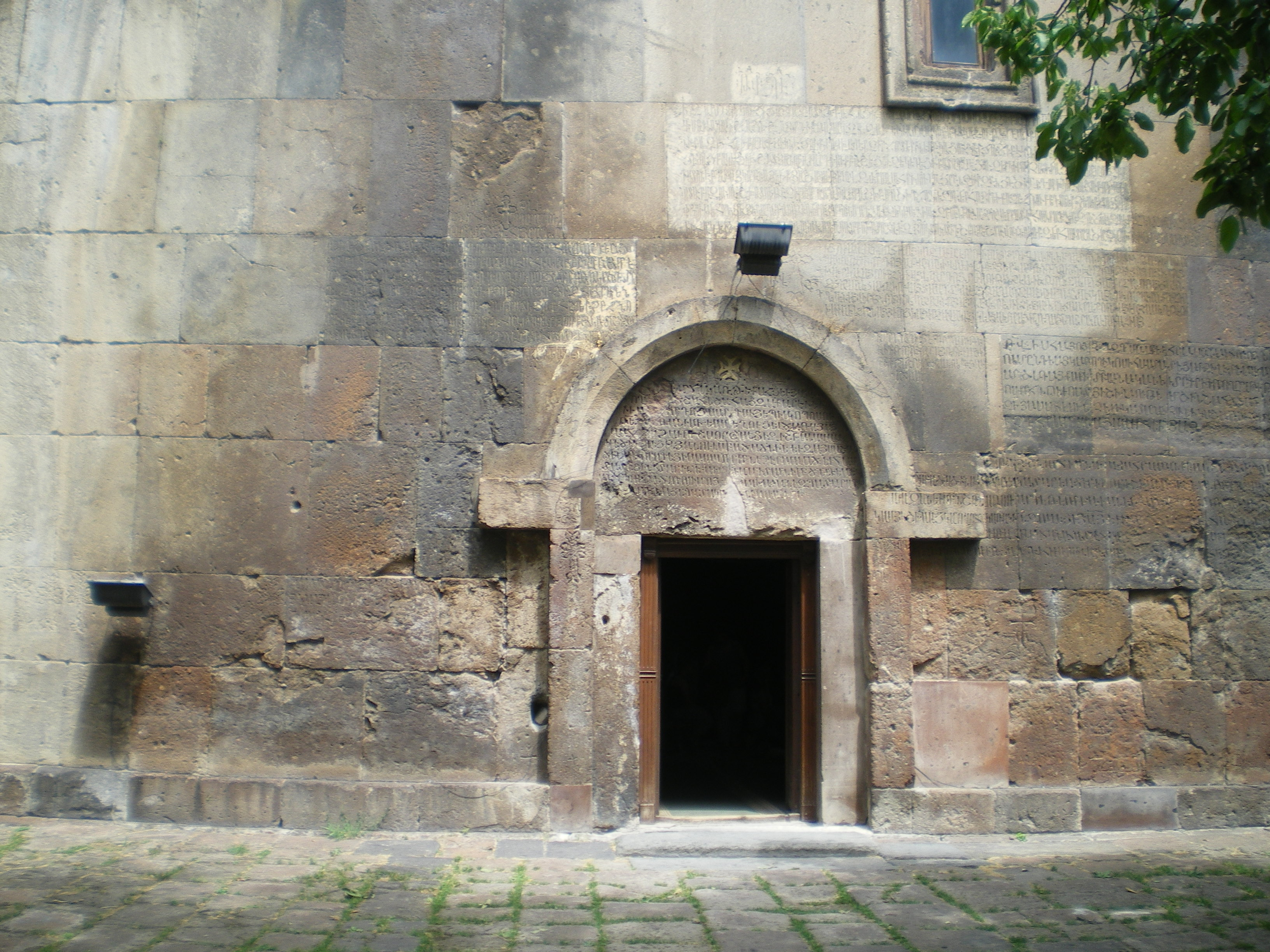